# Czesław Kwieciński
Czesław Kwieciński était un lutteur polonais, né le 20 janvier 1943.

## Biographie
Né dans un village près de Kaunas (aujourd'hui en Lituanie), sa famille a émigré en Sibérie en 1948, puis est revenu en Pologne en 1958.
Il a participé à cinq olympiades, de 1964 à 1980, et a été porte-drapeau de la délégation polonaise aux Jeux olympiques d'été de 1980.
Après sa carrière sportive, il a travaillé dans une compagnie de transport.

## Palmarès

### Jeux olympiques
En Gréco-romaine:
- Montréal 1976 :  3e en poids mi-lourd
- Munich 1972 :  3e en poids mi-lourd
- Moscou 1964 : en poids moyen
- Mexico 1968 : en poids moyen
- Moscou 1980 : en poids mi-lourd

### Championnats du monde
- -  Médaille d'argent en 1970.
  -  Médaille d'argent en 1973, à Téhéran.
  -  Médaille de bronze en 1965.

### Championnat de Pologne
Il a été dix fois champion national.

### Divers
Sa femme Ewa Gryziecka, était connue dans le milieu du lancer de javelot, puisque détentrice du record du monde, (62,70m en 1972) et a participé aux Jeux olympiques d'été de 1972, à Munich (7eplace).